# Goldfinger
För andra betydelser, se Goldfinger (olika betydelser).
Goldfinger är en brittisk spionfilm från 1964 i regi av Guy Hamilton. Det är den tredje filmen om den hemlige MI6-agenten James Bond producerad av EON Productions. Filmen var den tredje med Sean Connery i huvudrollen och den första Bondfilmen som regisserades av Guy Hamilton, som skulle komma att regissera ytterligare tre. Handlingen utspelar sig i bland annat Schweiz, Miami och Kentucky och kretsar kring Auric Goldfingers plan att bli rikare genom att anfalla USA:s guldreserv i Fort Knox.

## Titeln
Originaltiteln Goldfinger behölls på svenska, även om den först visades under namnet Agent 007 och Goldfinger, enligt samma mönster som de två tidigare filmerna Agent 007 med rätt att döda och Agent 007 ser rött.

## Handling
Under en vistelse i Miami stöter Bond för första gången ihop med Auric Goldfinger, och avslöjar honom som en fuskare. När Bond sedan kommer tillbaka till London, upptäcker han att Goldfinger ligger bakom en omfattande smuggeloperation av guld. Han ser till att stöta på honom under en golfrunda för att ta reda på hans planer. Men det är inte förrän Bond skuggar Goldfinger och hans urstarke betjänt Oddjob till Goldfingers bas, som han upptäcker det verkliga målet: att spränga en radioaktiv bomb i USA:s guldreserv, Fort Knox i Kentucky.

## Rollista
| Sean Connery     | – James Bond                                   |
| Honor Blackman   | – Pussy Galore                                 |
| Gert Fröbe       | – Auric Goldfinger (dubbad av Michael Collins) |
| Shirley Eaton    | – Jill Masterson                               |
| Tania Mallet     | – Tilly Masterson                              |
| Harold Sakata    | – Oddjob                                       |
| Cec Linder       | – Felix Leiter                                 |
| Bernard Lee      | – M                                            |
| Lois Maxwell     | – Miss Moneypenny                              |
| Desmond Llewelyn | – Q                                            |

## Produktion

### Förproduktion
När Terence Young istället för att regissera en tredje Bondfilm valde att regissera Ett lättfärdigt stycke, gavs uppdraget åt Ian Flemings kollega under andra världskriget, Guy Hamilton.

### Filminspelningen
Inspelningen gjordes på flera platser, främst Kentucky, utanför Fort Knox. Insidan av Fort Knox såsom den porträtteras i filmen är dock en studio.
Flera scener spelades som vanligt för Bondfilmerna in på Pinewood studios utanför London.

## Efterproduktion
Filmen klipptes av Peter Hunt, som senare skulle komma att regissera Bondfilmen I hennes majestäts hemliga tjänst (1969).
Förtexterna till filmen filmades av Maurice Binder.

## Musik

### Sånger
Titelmelodin skrevs av John Barry, med text av Anthony Newley och Leslie Bricusse.

### Soundtrack
Sida ett
1. "Main Title – Into Miami – Goldfinger" – Shirley Bassey
2. "Alpine Drive – Auric's Factory"
3. "Oddjob's Pressing Engagement"
4. "Bond Back in Action Again"
5. "Teasing the Korean"
6. "Gassing the Gangsters"

Sida två
1. "Goldfinger (instrumentell version)"
2. "Dawn Raid on Fort Knox"
3. "The Arrival of the Bomb and Count Down"
4. "The Death of Goldfinger - End Titles"

2003 gavs en utökad version av soundtracket ut på CD, med följande fyra spår som tidigare inte givits ut på LP.
1. "Golden Girl"
2. "Death of Tilly"
3. "The Laser Beam"
4. "Pussy Galore's Flying Circus"

## Mottagande
- Filmen vann en Oscar för bästa ljudredigering vid Oscarsgalan 1965.

## Taglines
- He loves gold! He is cold!
- Miss Honey and Miss Galore Have James Bond Back For More!
- James Bond is back in action! Everything he touches turns to excitement!
- Mixing business and girls! Mixing thrills and girls! Mixing danger and girls!